# Grand Prix Martini
Le Grand Prix Martini est une ancienne course cycliste contre-la-montre disputée à Genève de 1954 à 1959 et remportée à cinq reprises par Jacques Anquetil. La course était considérée comme l'épreuve chronométrée la plus exigeante à l'époque. 

## Palmarès
| Année | Vainqueur        | Deuxième         | Troisième        |
| 1954  | Hugo Koblet      | Pasquale Fornara | Jacques Anquetil |
| 1955  | Jacques Anquetil | Stan Ockers      | Jean Brankart    |
| 1956  | Jacques Anquetil | Stan Ockers      | Miguel Bover     |
| 1957  | Jacques Anquetil | Ercole Baldini   | Aldo Moser       |
| 1958  | Jacques Anquetil | Ercole Baldini   | Aldo Moser       |
| 1959  | Jacques Anquetil | Gérard Saint     | Aldo Moser       |